# RecitHall
RecitHall est une plateforme Internet destinée à la diffusion en direct de concerts de musique classique, créée  en juin 2020, sur l'initiative des pianistes Didier Nguyen et Ismaël Margain, en réponse aux conséquences socio-économiques de la pandémie de Covid-19 subies par les musiciens.

## Contexte de la création
Subissant de plein fouet les conséquences socio-économiques de la pandémie de Covid-19 du fait de la fermeture au public des salles de concert pendant la période de confinement du premier semestre 2020, les musiciens, coupés de leur public et de leurs scènes, postent sur les réseaux sociaux les enregistrements des pièces de leur répertoire, préparées pour les concerts à venir annulés du jour au lendemain. Les vidéos sont réalisées dans des cadres peu adaptés avec des moyens techniques limités et n’offrent pas la qualité requise pour mettre en valeur le travail des artistes. Sans autre choix pour continuer d’exister, ils offrent ainsi gratuitement leur art sans vraiment savoir quel auditoire ils touchent réellement,.
La plateforme RecitHall est créée en juin 2020, sur l'initiative des pianistes Didier Nguyen et Ismaël Margain, dont 90 % des projets sont annulés du fait des mesures prises pour lutter contre la pandémie. Ils co-fondent la société du même nom avec Hugo André et Marc Cibrario qui s'associent pour que les concerts aient lieu avec un public, de manière interactive, par écran interposé, permettant ainsi aux artistes et organisateurs professionnels de rencontrer leur public sur Internet en étant rémunérés,.
Comme suggéré par le Président de la République,, des institutions comme l'École normale de musique de Paris ou le Conservatoire national supérieur de musique et de danse de Paris cherchent également à se réinventer. Dès le 21 juin 2020 à l'occasion de la Fête de la musique, les concerts de pianistes lauréats du CNSM, dont le concours n'a pu se dérouler en public à La Villette du fait de la fermeture de l'école depuis le mois de mars, sont organisés par Les Pianissimes à l'auditorium du musée Guimet et, faute de places suffisantes en raison des mesures de distanciation physique, retransmis en direct sur la plateforme RecitHall,,,.

## Fonctionnement
RecitHall s’adresse aux programmateurs de concerts, de classes de maître ou de festivals ainsi qu’aux artistes indépendants qui ne bénéficient pas de possibilités de diffusion vidéo sur leurs sites propres. La société dispose d'un matériel performant permettant de procéder aux captations dont la réalisation, peu onéreuse, de l'ordre de quelques centaines d'euros, est remboursée par la billetterie en ligne. Elle propose de former le technicien qui va les réaliser ou de le mettre à disposition lorsque l’organisateur n'en dispose pas. Les questions juridiques sont étudiées en coordination avec le Centre national de la musique,. 
La plateforme propose un agenda des concerts programmés en donnant une brève description développée sur leur propre site ou leur réseau social par les programmateurs ou les artistes. Des interviews, des questions-réponses avec les artistes, des échanges interactifs entre les artistes et le public, sont rendus possibles, via un « tchat », avant, pendant, et après l’évènement, brisant le formalisme du concert en salle, permettant aux artistes de recevoir un retour compensant autant que faire se peut l'absence des applaudissements réels et de la chaleur du contact avec le public,.
La création d'un compte permet d'acquérir en ligne pour un prix très modique une ou plusieurs places pour les concerts choisis et d'accéder à la diffusion en streaming le jour prévu. Le principe est d’assister au concert en temps réel, comme lors d'un concert traditionnel en salle. Outre la distance, la différence tient au caractère accessible durant quelques jours de la vidéo permettant un peu de souplesse en cas d'indisponibilité le jour dit ou une rediffusion pendant cette durée. Il est possible à tout moment de faire un don complémentaire au producteur, redistribué aux artistes et aux techniciens. Certains concerts sont gratuits comme les Concerts de midi et demi de la salle Cortot à Paris,,. 
Donnés avec ou sans public, captés dans des lieux dédiés ou privés, les concerts sont pour la plupart diffusés en direct sur RecitHall, élargissant l'auditoire et abolissant les limites géographiques,. 
RecitHall exerce également une activité de producteur initiée avec le duo Adama composé de Fiona Mato au piano et Hana Salzenstein au violoncelle,.

## Institutions et artistes programmés
Quelques exemples de programmation : 
- Salle Cortot[11] : 
  - Concert de musique française : Jean Ferrandis, flûte, Henri Demarquette, violoncelle, Marie-Catherine Girod, piano, Pierre Lénert, alto, David Lively, piano, Sergueï Nakariakov, trompette, Jean-Bernard Pommier, piano, Nicolas Tulliez, harpe ;
  - Masterclasse : Jean-Philippe Collard, piano ;
  - Concerts de midi et demi, Prix Cortot - Diplôme supérieur de concertiste de piano et Concerts des lauréats de l'École normale de musique de Paris.
- Laetitia Grimaldi, soprano lyrique, Delphine Bardin, Ammiel Bushakevitz, pianistes, lauréats du Prix international Pro Musicis[13]
- Festival Musique aux Mines : musiques d'hier et d'aujourd'hui[14]
- Festival Musique en Charolais-Brionnais[15]
- Sébastien Surel, violon[16]
- Gaspard Dehaene, piano : influence de la Mazurka au sein de l’œuvre de Frédéric Chopin[17]
- Théo Fouchenneret, les Pianissimes, musée Guimet[18]
- Crescendo-APJM : concert de Noël[19]
- Raquele Magalhaes, flûte[20]
- Quatuor à cordes de l'orchestre Colonne, salle Colonne : Casse-Noisette[21]
- Sextet Romain Leleu : festival Musicales en côte châlonnaise, église de Buxy[22]
- Laurent Naouri, baryton, Frédéric Loiseau, guitare : mélodies en chansons, Centre de musique de chambre de Paris, MC93 Bobigny[23]